# Lauro Salas
Lauro Salas (ur. 28 sierpnia 1928 w Monterrey, zm. 18 stycznia 1987) – meksykański bokser, zawodowy mistrz świata kategorii lekkiej.
Rozpoczął zawodową karierę bokserską w 1946, walcząc w kategorii piórkowej. W 1948 m.in. pokonał Manuela Ortiza (z którym później raz przegrał i raz wygrał)  dwukrotnie przegrał z Haroldem Dade (którego znokautował w 1952). W 1950 i 1951 przegrał z Sandym Saddlerem.
1 kwietnia 1952 w Los Angeles Salas walczył o tytuł mistrza świata wagi lekkiej z Jimmym Carterem, ale przegrał na punkty po 15 rundach. W rewanżu 14 maja 1952 w Los Angeles pokonał Cartera na punkty i został mistrzem świata. W ich trzeciej walce 15 października tego roku w Chicago Carter odzyskał tytuł wygrywając po 15 rundach na punkty.
Później Salas nie walczył o tytuł mistrza świata. Kontynuował karierę do 1961. Przegrał m.in. z Donem Jordanem w 1955 i Jimmym Carterem w 1956.